# メルクリン

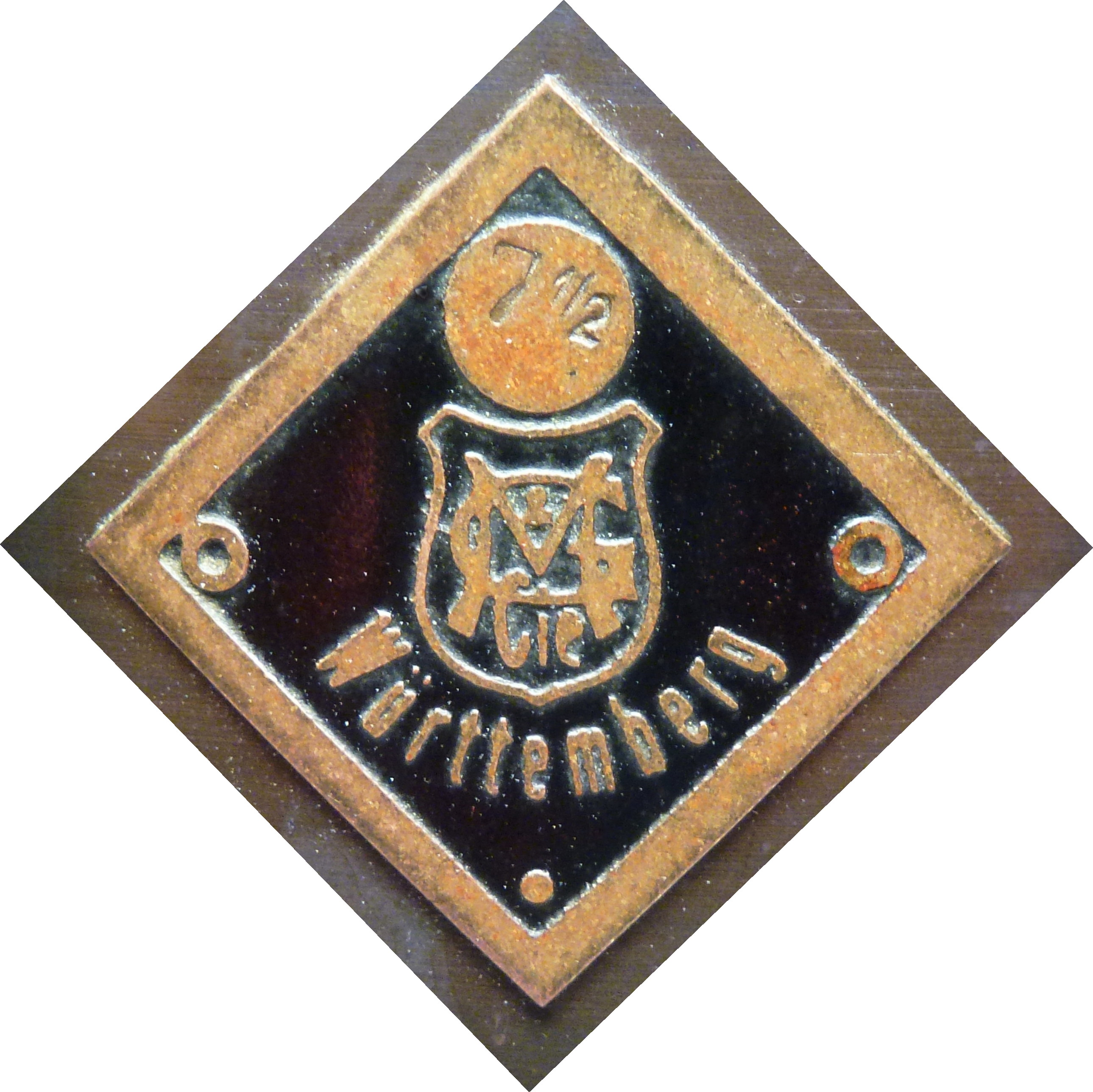
古い商標

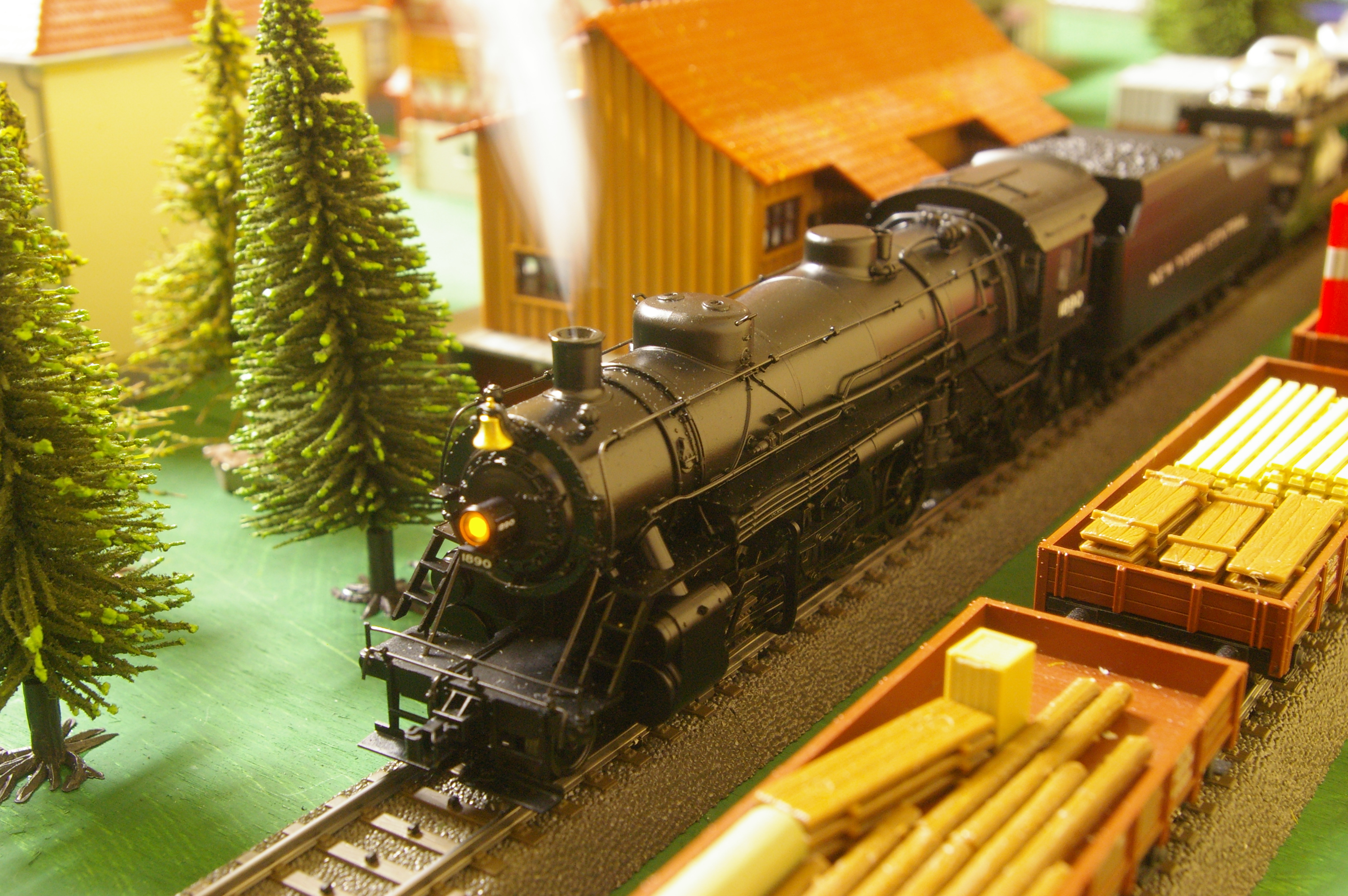
メルクリンH6型蒸気機関車

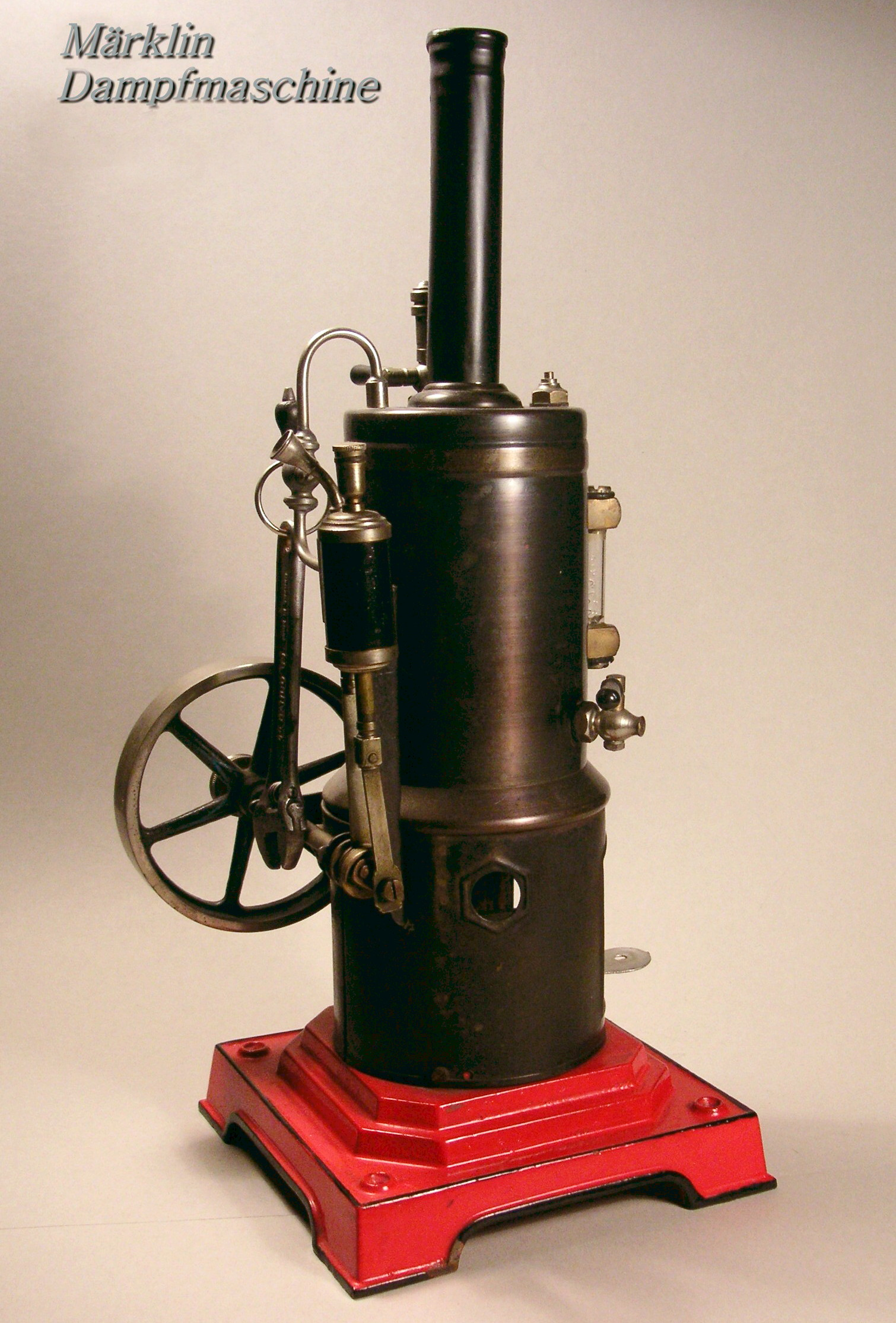
蒸気機関の模型

メルクリン (Märklin、Gebr. Märklin & Cie. GmbH ) は、ドイツの玩具・模型メーカーである。

## 概要
主にHOゲージとZゲージの鉄道模型を製造・販売している。かつてはドールハウス用台所セットやブリキ製の玩具、スロットカーなども扱っていた。
1859年にドイツ南部のゲッピンゲンに創業し、玩具産業勃興期のニュルンベルク派の流れを汲む。創業時はドールハウス用のフライパンなどを家内制手工業で生産していたが、後にブリキ製の玩具を生産するようになり、コウノトリと呼ばれる1軸駆動の蒸気機関車の鉄道玩具の生産をきっかけに鉄道模型に参入した。
2009年2月に破産し管財人により建て直しを図っていたが、2010年10月に自己再生を果たした。自己再生時の最高経営責任者はシュテファン・リュービッヒ (Stefan Löbich ) で、従業員は1000名。ゲッピンゲンとハンガリーのジェールに製造拠点を持つ。2009年のヨーロッパの鉄道模型市場でのシェアは1位。2位はホーンビィ、3位はロコ、4位はフライシュマンであった。日本語ではメルクリン、マークリン、メルクリン兄弟社などと呼称される。

## 歴史・沿革
- 1859年 - ドイツ連邦ヴュルテンベルクのゲッピンゲンで1840年からブリキ職人をしていたテオドール・フリードリッヒ・ヴィルヘルム・メルクリン (Theodor Friedrich Wilhelm Märklin) によって創業された。当初はドールハウス用の台所セットを生産していた。テオドールは1859年にキャロリン・ヘティヒ (Caroline Hettich ) と結婚した。キャロリンはドイツ国内はもとよりスイス、オーストリアまで行商した。[2]
- 1866年 - テオドールが死去し、キャロリンが引き継いだ。
- 1888年 - 息子のオイゲン・メルクリン (Eugen Märklin ) とカール・メルクリン (Karl Märklin ) がメルクリン兄弟社 (Gebr. Märklin ) を設立。模型の船やメリーゴーランドやこま等の玩具を生産した。
- 1891年 - ヴュルテンベルクのエルワンゲン (Ellwangen ) でブリキ製玩具を製造していたルートヴィッヒ・ルッツ (Ludwig Lutz ) を買収し、1909年にはドールハウスやままごとセット、自動車、飛行機、船、こま、メタルキットなど90以上の製品を扱うまでに拡大した。
  - 1891年春のライプツィヒ・メッセにぜんまい仕掛けの鉄道玩具を出品。世界規模ではまだ鉄道模型の軌間は標準化されていなかったが、メルクリンでは独自に1番 - 5番ゲージを展示した。まもなくそれらは国際的な鉄道模型の規格になった。メルクリンは1895年に0番ゲージ (Oゲージ) を送り出した。
- 1926年 - 交流20ボルトによる電動式[3]の鉄道模型を発売した[4]。
- 1929年 - 黒と真鍮の金属製の組み立てブロックに色を加えた。
- 1935年 - オイゲンの息子のフリッツ・メルクリン (Fritz Märklin ) が経営に加わり、秋のライプツィヒ・メッセで当時最小の縮尺1/87のOOゲージを発表した。
- 1950年 - 縮尺1/87のOOゲージをHOゲージに改名、1950年代から1960年代にかけて世界最大の鉄道模型会社になった。
- 1972年 - 縮尺1/220のZゲージを発売。
- 1984年 - 一番ゲージの機関車などがきかんしゃトーマスの撮影用モデルとして改造され、TVシリーズが撮影される。[5]。
- 1997年 - ニュルンベルクの模型メーカーであるトリックスを傘下に収めた。
- 2006年5月11日 - メルクリン、フリッツ、ザフトの3家族が所有してきたが、売上高が低迷して約7,050万ドルの借金を抱え、イギリスの投資会社キングスブリッジキャピタルに雇用の維持を条件に約3,800万ドルで売却された。新しい株主の計画ではリストラして収益をもたらす体質にする狙いであった。
- 2006年 - ゾンネベルクとテューリンゲンの工場を閉鎖し従業員400名を削減[6]。
- 2007年 - LGBのブランドでGゲージを生産するレーマンを傘下に収めた。
- 2009年2月4日 - 資金繰りに行き詰まって裁判所に破産手続きを申請した[7]。
- 2010年10月 - 自己再生をはたした[8]。

## 製品

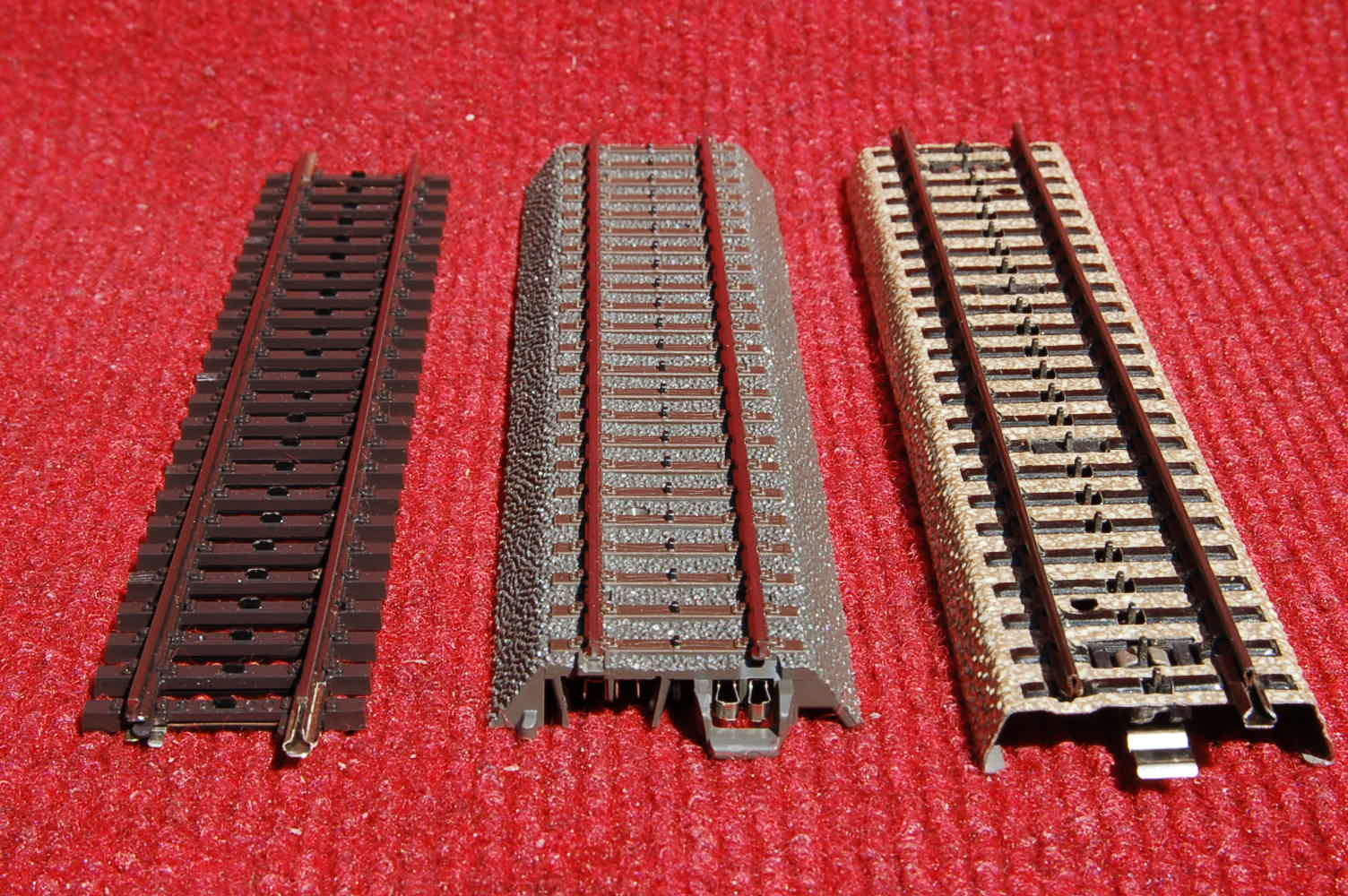
レールの種類
各レール中央のピンが第三線

同社の鉄道模型製品は頑丈なつくりで耐久性に優れ、他社の追随を許さない。知育玩具としての側面も持っており、運転性能が重視されている。このため、急曲線を曲がれるように車輪のフランジを高くしたり、長い客車の長さを縮めたショートスケールモデルを採用するなど、やや玩具的な一面もあるが、全長を短縮した分だけ車体側面の窓の数を減らすなど、できる限り実物の印象を損なわないようなデザインに努めている。
時代に合わせて製品を拡充するが、常に旧製品との互換性を考慮しているため、旧製品も同じ線路で走らせることができ、堅牢さとも合わせて「親子3代にわたって楽しめる鉄道模型」と言われてきた。一見、保守的で旧態依然としているように見受けられるが、Zゲージ、デルタシステム、メルクリンデジタルの導入など、技術革新に積極的な一面もあり、常に業界をリードしている。

メルクリンデジタルは多数の列車を同時に制御するだけでなく、走行音を再現したりパンタグラフの上下も制御できる。コマンドステーションの導入により更に操作性が向上し、機能が拡張された。
HOゲージでは、ほとんどの鉄道模型メーカーが直流二線式を採用する中、メルクリンではレールの極性が同一であることから自由な接続が可能である点を重視し、鉄道模型創成期の流れを汲む交流三線式を主力としている。交流三線式が「メルクリンシステム」とも呼ばれるのはそのためである。
架空電車線方式の電気機関車などの車両ではレールの中央に位置する第三線と同電位の架線を配線することで、実物同様にパンタグラフからの給電を可能としている。動力車の進行方向を換える際にレールの極性を換える方法が使えないため電磁石を用いた機械式の逆転機の装備が特徴となっていたが、メルクリンデジタルになってからは方向転換もデジタル式で行なうようになっている。Cサインモーターの導入によりトルクカーブを設定することができ、低速での運転がよりスムーズになった。
世界中にコレクター・収集家がおり、ロッド・スチュワートやアメリカのロナルド・レーガン元大統領も愛好者だったとされている。元F1ドライバー、リカルド・パトレーゼは自宅に膨大なコレクションを保有しており、世界でも屈指のコレクターとして知られている。初期の製品はオークションにて高値で取引されている。日本では篠原正瑛や近衛秀麿ら、ドイツにゆかりのある著名人に愛好者がいた。篠原は、1960年代に不二商が代理店としてメルクリンを扱う際、メルクリン側から助言者として名指しで推薦を受けるほどだった。

## 現在展開されている製品・ブランド

### 1番ゲージ
1番ゲージ製品の生産は1969年に一度途絶えたが、1978年にプロイセン王立鉄道P8型蒸気機関車を発売して復活した。1994年からは遊びに重点を置いた金属製の「マキシシリーズ」 (Märklin-Maxi ) の展開を開始した。2005年を最後にメルクリンマキシのマークは使われなくなったがシリーズはまだ続いている。
ヒューブナー
2007年に1番ゲージを製造するヒューブナーを買収した。

### HOゲージ (交流三線式)
HOゲージはメルクリンにとって主力であり、1935年の参入以来 (当初はOOゲージであり、直流三線式であった) もっとも精力的に新製品の開発を行っている。メルクリンはドイツにおいてHOゲージの分野で約50%のシェアを持つなどリーダー的存在であり、ドイツ国内における交流三線式鉄道模型の市場においては事実上メルクリンの独擅場である。
車両はドイツ型のみならずオーストリア、スイス、ベネルクスを中心としたヨーロッパ各国型を生産しており、エキスポートモデルとして毎年発売している。また少数ながらアメリカ型も生産している。客車の縮尺はHOゲージの限られた線路スペースで少しでも長編成を楽しめるよう長さのみ縮尺1/100や縮尺1/93.5に短縮するなどショートスケール化の配慮が施されてきたが、ショートスケール市場が見込めないフランス向けは短縮せず正規の縮尺1/87を採用してきた。近年はドイツでもフルスケールモデルを好む傾向があるため、短縮せずに正規の縮尺1/87を採用した製品も発売している。
メルクリン・マイワールド
かつてのホビープログラムと同様の初心者向けシリーズで、2011年から展開が開始された。以前より発売されていた製品や、新しく作られた内蔵バッテリーを電源とする列車などが展開されている。ホビープログラム用のTRAXX機関車も引き継がれた。

### HOゲージ (直流二線式)
かつてはハモ (HAMO ) ブランドで販売していたが、トリックス (Trix ) を傘下に収めてからはトリックスブランドに統一された。メルクリンとトリックスの間で当初は重複する製品もあったが、現在では収束されている。

### Nゲージ
1997年にトリックスを傘下に収めたことにより、ミニトリックスブランドで展開をしている。
1960年代にメルクリンでも独自にNゲージ製品を試作していたが、発売には至らずZゲージを発売した。

### Zゲージ
1972年に縮尺1/220のZゲージを「ミニクラブシリーズ」 (Miniclub ) として発売。これまでのメルクリンブランドの製品は交流三線式であったが、Zゲージのみはハモシリーズと同様に直流二線式となった。

長らく世界最小の鉄道模型として君臨していたが、2005年にZZトレインにその座を奪われた。しかしながら、ミニクラブでは架線集電や、高い耐久性の動力車、広く展開された線路システムなどが備えられているため、他メーカー製品の追随を許していない。

### Gゲージ
2007年にLGBブランドでGゲージを展開するレーマンを買収し、傘下に加えた。レーマン時代はニュルンベルクで生産されていたが、メルクリン傘下に入いるとハンガリーで生産されるようになった。2009年にメルクリンが破産すると生産設備はアジアへ移された。

## かつて展開された製品・ブランド
メルクリンはいくつかのブランドで展開していた。休止したり途中で展開を打ち切った物が多い。

### Oゲージ
1895年から1954年まで生産されていた。車両はブリキ製で、縮尺1/45 ・軌間32mmであった。

### アンテックス
アンテックス (ANTEX ) は1964年から1968年にかけてオランダとベルギーで展開されていた、交流三線式HOゲージブランド。

### プリメックス
プリメックス (PRIMEX ) は1969年から1992年にかけて展開されていた、交流三線式HOゲージブランド。主にスーパーマーケットや百貨店で販売されていた。

### ホビープログラム
ホビープログラム (HOBBY program ) は1991年から2005年にかけて展開されていた、初心者や年少者向けの交流三線式HOゲージのシリーズ。2011年からはメルクリン・マイワールド(Märklin my World ) として、かつてのホビープログラムに相当するシリーズが登場している。

### MINEX
縮尺1/45の狭軌鉄道のシリーズが1970 - 1972年にかけて展開されていた。線路はHOゲージ用のものを流用し、OスケールでHOゲージの線路を用いることから「OHO」とも称していた。
Cタンク (3軸) 蒸気機関車とC型 (3軸) ディーゼル機関車、2軸の客車・貨車、線路が入ったスターターセットなどが販売された。

### ハモ
ハモ (HAMO ) は1963年にニュルンベルクに独立して設立されたメーカーであったが、1963年にメルクリンの傘下に入った。1966年から直流二線式HOゲージの展開を始めた。電気方式以外では交流三線式製品との変更点は少なかった。

1990年代半ばには直流二線式のハモデジタルシステムを市場に投入した。1997年にトリックスを傘下に収めてからはハモブランドは使用されていない。

## 鉄道模型以外の製品
金属製組み立て玩具
1914年から1999年にかけてメカノやエレクター・セットに類似した組み立て式機構セットを販売していた。
スロットカー
1967年から1982年にかけてメルクリン・スプリント (Märklin SPRINT ) と呼ばれる1/32スケールのスロットカーを生産していた。メルクリンでは1930年代にも一時期スロットカーを生産していた。
ブリキ製模型
謄写版印刷がされたブリキ製の自動車や船など、かつては多く種類の玩具・模型を生産していた。これらの一部は復刻生産される場合もある。

## メルクリンインサイダークラブ
愛好者・コレクターのための公式クラブがある。メンバーにはマガジンやニュースが送付される。毎年会員登録をすると、貨車などのメンバー専用の製品が進呈される。メンバーしか購入できないインサイダーモデルの販売などの特典もある。